# The 13th Scroll
13th Scroll es el primer álbum de Buckethead bajo el nombre de Cobra Strike. 

## Lista de canciones
| N.º | Título                                   | Duración |  |
| 1.  | «The 13th Scroll»                        | 5:10     |  |
| 2.  | «Water Ceiling»                          | 0:29     |  |
| 3.  | «7th Hall/6th Door»                      | 2:24     |  |
| 4.  | «Blank Sky»                              | 0:53     |  |
| 5.  | «Torn Face»                              | 5:14     |  |
| 6.  | «Wound»                                  | 0:55     |  |
| 7.  | «Inferno»                                | 6:18     |  |
| 8.  | «Braingate»                              | 2:59     |  |
| 9.  | «CS-118»                                 | 1:55     |  |
| 10. | «Torture Tunnel»                         | 3:49     |  |
| 11. | «Headstone»                              | 1:10     |  |
| 12. | «Hidden Tomb»                            | 6:23     |  |
| 13. | «32nd Degree»                            | 1:39     |  |
| 14. | «Helicopter Kick»                        | 3:12     |  |
| 15. | «Black Sea River»                        | 1:15     |  |
| 16. | «Silent Scream»                          | 1:40     |  |
| 17. | «Buried Alive»                           | 1:38     |  |
| 18. | «The 13th Scroll (Digging to the Devil)» | 5:31     |  |

## Créditos
- Buckethead - guitarras y bajos
- Pinchface - percusión
- Brain - sonidos
- DJ Disk - sonidos
- Bill Laswell - Projeciones subliminales
- Travis Dickerson - técnico
- Producido por Travis Dickerson, Buckethead y Jerry Mano en el Moseleum Tunnel en, Chatsworth, California